# 392 v. Chr.
Portal Geschichte | Portal Biografien | Aktuelle Ereignisse | Jahreskalender | Tagesartikel

◄ |
5. Jahrhundert v. Chr. |
4. Jahrhundert v. Chr. |
3. Jahrhundert v. Chr. |
►

◄ | 410er v. Chr. | 400er v. Chr. | 390er v. Chr. | 380er v. Chr. |
370er v. Chr. |
►

◄◄ | ◄ | 395 v. Chr. | 394 v. Chr. | 393 v. Chr. | 392 v. Chr. |
391 v. Chr. |
390 v. Chr. |
389 v. Chr. |
► |
►►

## Ereignisse

### Politik und Weltgeschehen

#### Westliches Mittelmeer
- Lucius Valerius Potitus Poplicola und Marcus Manlius Capitolinus werden römische Konsuln.
- Nach seinem erfolglosen Versuch, ganz Sizilien von den Karthagern zu erobern, schließt Dionysios I. von Syrakus einen Friedensvertrag, der den Status quo ante wieder herstellt.

#### Östliches Mittelmeer
- Tiribazos, der Satrap von Lydien, lädt die Vertreter der griechischen Stadtstaaten nach Sardes ein, um über ein Ende des Korinthischen Krieges zu verhandeln. Dabei wird Konon, der Abgesandte Athens, von den Persern gefangen genommen. Thrasybulos wird daraufhin erneut Stratege Athens.
- Amyntas III. wird neuerlich König von Makedonien.
- Hakor kann sich endgültig als Pharao in Ägypten gegen Psammuthis durchsetzen.

### Kultur und Gesellschaft
- Isokrates gründet in Athen eine Rhetorikschule.
- um 392 v. Chr.: Aristophanes schreibt die Komödie Die Weibervolksversammlung (Original: Ekklesiázusai).

### Sport
- Kyniska gewinnt bei den Wagenrennen der Olympischen Spiele zum zweiten Mal in Folge mit einem Fohlen-Viergespann.

## Gestorben
- Psammuthis, ägyptischer Pharao